# Берег юності
«Берег юності» (рос. «Берег юности») — радянський чорно-білий драматичний художній фільм 1969 року, знятий режисером Львом Цуцульковським на кіностудії «Ленфільм».

## Сюжет
За романом Г. Холопова «Гренада». Дія відбувається у двадцяті роки у Баку. Герої фільму — хлопчик Гарегін та його друзі — перші піонери гігантського нафтопромислу країни.

## У ролях
- Артем Казарян — Гарегін
- Ігор Горбачов — головна роль
- Геннадій Юхтін — Павлов
- Тетяна Череднікова — епізод
- Михайло Ільїн — епізод
- Арам Амірбекян — дідусь
- Олена Флоринська — епізод
- Ельвіра Узунян — епізод
- Арусь Азнавурян — епізод
- Микола Ананьєв — епізод
- Володимир Труханов — епізод
- Рина Зелена — епізод
- Анна Гуляренко — епізод
- Костянтин Адашевський — епізод
- Іван Дмитрієв — епізод
- Леонід Єнгібаров — епізод
- В'ячеслав Захаров — епізод
- Сергій Коковкін — епізод
- Пантелеймон Кримов — епізод
- Ашот Нерсесян — епізод
- Мамікон Манукян — епізод
- Ольга Лебзак — епізод
- Олексій Петренко — епізод

## Знімальна група
- Режисер — Лев Цуцульковський
- Сценарист — Георгій Холопов
- Оператори — Євген Мезенцев, Лев Колганов
- Композитор — Владислав Успенський
- Художник — Борис Бурмістров